# Dag Edholm
Dag Wilhelm Justus Edholm, född 13 september 1944, är en svensk präst, orgelkonsult och författare med särskild inriktning på orglar. Förutom ett stort antal böcker och c:a 100 artiklar om orglar och orgelbyggare har han även författat flera kyrkobeskrivningar. År 2001 erhöll han Svenska Kyrkans Församlingsförbunds kulturpris för sin forskning och dokumentation kring svensk orgelbyggarhistoria.

### Redaktör
- Inventarium över svenska orglar. 1989:3, Strängnäs stift ; Stockholms stift. Björketorp: Svenska orglar. 1990. Libris 4108788
- Klanger från fyra sekel : orglar i Strängnäs stift. Stockholm: Kulturhistoriska bokförlaget. 2011. Libris 12351055. ISBN 978-91-975749-7-6